# Czesław Grabowski (komunista)
Czesław Grabowski pseud. Witka (ur. 15 lipca 1882 w Siedlcach, zm. 13 września 1966 w Sochaczewie) – działacz komunistyczny.

## Życiorys
Syn Jana. Skończył dwie klasy szkoły podstawowej w Siedlcach i przeniósł się do Warszawy, gdzie od 1897 był terminatorem ślusarskim i uczył się w trzyletniej szkole rzemieślniczej. Od 1902 był czeladnikiem. Działacz SDKPiL od 1905, kilka razy był aresztowany za udział w demonstracjach warszawskich robotników (1900, 1903 i 1907), więziony m.in. w Cytadeli Warszawskiej. Ślusarz w fabrykach w Pruszkowie i Warszawie. Od 1915 pracownik fabryki metalowej w Moskwie, gdzie został wybrany na delegata Rady Robotników fabrycznych i skierowany do oddziałów aprowizacyjnych działających na Ałtaju, w Ufie, Semipałatyńsku i Saratowie. W 1922 wrócił do Warszawy, wstąpił do KPP (jej członkiem był do 1928) i pracował w fabrykach wyrobów metalowych. Wielokrotnie był zwalniany z pracy i szykanowany, w związku z czym w 1928 podjął pracę przy budowie fabryki „Chodaków” w Chodakowie, gdzie był również ślusarzem hydraulikiem. Podczas okupacji pracował dorywczo na stacji kolejowej w Sochaczewie, gdzie kontaktował się z komunistycznym podziemiem i uczestniczył w pomaganiu członkom GL. W 1945 wrócił do fabryki „Chodaków”, gdzie współorganizował komórkę PPR. Był delegatem na I Zjazd PPR w grudniu 1945 w Warszawie. Przez kilka kadencji radny Powiatowej Rady Narodowej (PRN) w Sochaczewie. Ławnik Sądu Wojewódzkiego. Od 1955 na emeryturze. Odznaczony m.in. Krzyżem Kawalerskim Orderu Odrodzenia Polski (15 listopada 1955), Medalem 10-lecia Polski Ludowej i Złotą Odznaką Związku Chemików.